# Caxambu
Caxambu là một đô thị thuộc bang Minas Gerais, Brasil. Đô thị này có diện tích 100,203 km², dân số năm 2007 là 21514 người, mật độ 240,3 người/km².